# Edward Delaval
Edward Hussey Delaval (1729 — Westminster, 14 de agosto de 1814) foi um químico e físico experimental inglês.
Recebeu a Medalha Copley de 1766, juntamente com William Brownrigg e Henry Cavendish, onde foi citado por suas pesquisas sobre metais e vidro. Seu interesse no vidro incluiu sua utilização na música. Suas performances com vidros musicais eram bem conhecidas, e podem ter inspirado a harmônica de vidro de Benjamin Franklin.